# Amarygmus festivus
Amarygmus festivus es una especie de escarabajo del género Amarygmus, categorizada en la tribu Amarygmini, de la subfamilia Tenebrioninae. Fue descrita por Bremer en 2004.
Mide aproximadamente 8,5 mm de longitud. Se distribuye por Asia: Indonesia, en la isla de Célebes.